# Москаленко, Яков Романович
Яков Романович Москаленко (1922—1966) — старший сержант Рабоче-крестьянской Красной Армии, участник Великой Отечественной войны, Герой Советского Союза (1945).

## Биография

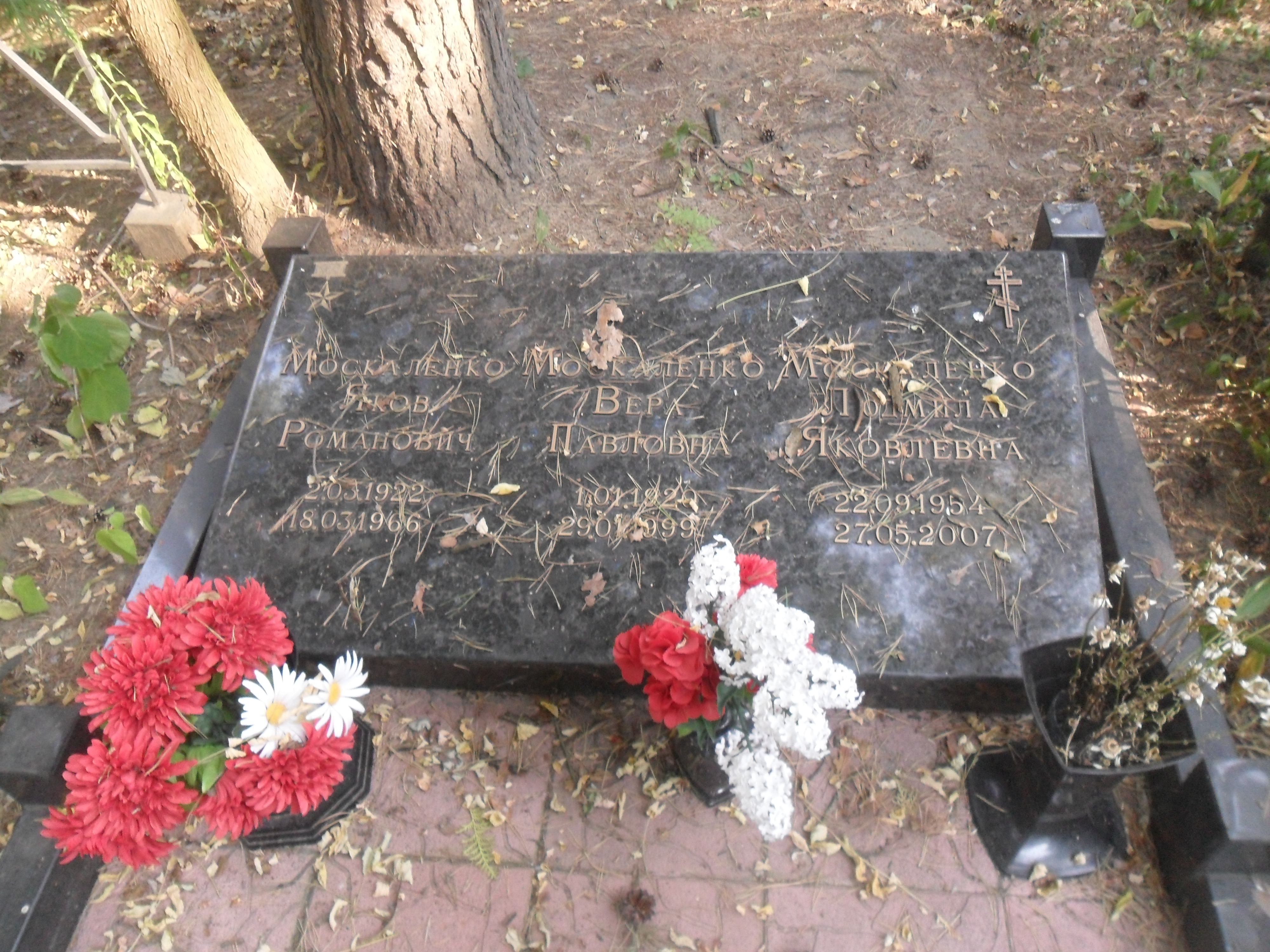
Могила Москаленко на Восточном кладбище Минска.

Яков Москаленко родился 2 марта 1922 года в деревне Великие Автюки (ныне — Калинковичский район Гомельской области Белоруссии). В 1940 году он окончил Мозырское педагогическое училище, после чего работал учителем в деревенской школе. В том же году Москаленко был призван на службу в Рабоче-крестьянскую Красную Армию. В начале Великой Отечественной войны оказался во вражеском тылу, воевал в составе партизанской бригады. В июне 1944 года возвратился в Красную Армию, был стрелком 1323-го стрелкового полка 415-й стрелковой дивизии 61-й армии 1-го Белорусского фронта. Отличился во время освобождения Пинска.
12-14 июля 1944 года Москаленко в числе первых переправился через реку Пина и занял оборону в центре города, после чего отразил большое количество немецких контратак, лично уничтожив 2 вражеских танка.
Указом Президиума Верховного Совета СССР от 24 марта 1945 года красноармеец Яков Москаленко был удостоен высокого звания Героя Советского Союза с вручением ордена Ленина и медали «Золотая Звезда».
После окончания войны в звании старшего сержанта Москаленко был демобилизован. Проживал и работал в Минске. Скоропостижно скончался 19 марта 1966 года.
Был также награждён рядом медалей.